# Объединённая народно-демократическая партия
Объединённая народно-демократическая партия (сомал. Ururka Dimuqraadiga Ummadda Bahawday), сокращённо ОНДП, была одной из трёх политических партий Сомалиленда. Она была основана президентом Мохаммедом Хаджи Ибрагимом Эгалём в июле 2001 в рамках подготовки к выборам, которые первоначально были запланированы на декабрь 2001 года, но затем отложены. Она распалась в декабре 2011 года, а её члены присоединились к другим политическим партиям. Два из первых 3-х президентов Сомалиленда (Кахин, Дахир Риял и Эгаль, Мохамед Хаджи Ибрагим) были из этой партии.
На президентских выборах апреля 2003 года её кандидат Дахир Риял Кахин получил 42,1 % голосов, победил на выборах и был избран.
Согласно окончательным результатам парламентских выборов 2005 года, ОНДП получила 39,0 % голосов и 33 из 82 мест, в то время как две оппозиционные партии Партия справедливости и благоденствия и Партия мира, единства и развития получили остальные места.

## История лидеров
| Имя                          | Начало срока полномочий | Окончание срока полномочий | Дата рождения   | Дата смерти | Примечания                                                                                                  |
| ---------------------------- | ----------------------- | -------------------------- | --------------- | ----------- | --- |
| Мохаммед Хаджи Ибрагим Эгаль | 16 мая 1993             | 3 мая 2002                 | 15 августа 1928 | 3 мая 2002  | 2-й президент Сомалиленда 16 мая 1993 — 3 мая 2002 (умер при исполнении служебных обязанностей)             |
| Дахир Риял Кахин             | 3 мая 2002              | 27 Июля 2010               | 12 марта 1952   |             | 3-й президент Сомалиленда 3 мая 2002 — 27 июля 2010 4-й вице-президент Сомалиленда 16 мая 1997 — 3 мая 2002 |

## История выборов

### Выборы президента
| Год выборов | Кандидат         | Голоса  | %       | результат |
| ----------- | ---------------- | ------- | ------- | --------- |
| 2003        | Дахир Риял Кахин | 205,595 | 42.08 % | Избран    |
| 2010        | Дахир Риял Кахин | 178,881 | 33.23 % | Проиграл  |

### Выборы в парламент Сомалиленда
| Год выборов | Голоса  | %      | Места в парламенте | Место по голосам |
| ----------- | ------- | ------ | ------------------ | ---------------- |
| 2005        | 261,449 | 39.0 % | 33 / 82            | Первое           |

### Местные выборы
| Год выборов | Голоса  | %       | Места в парламенте | Место по голосам |
| ----------- | ------- | ------- | ------------------ | ---------------- |
| 2002        | 179,389 | 40.76 % | 154 / 379          | Первое           |